# Zehnzylindermotor

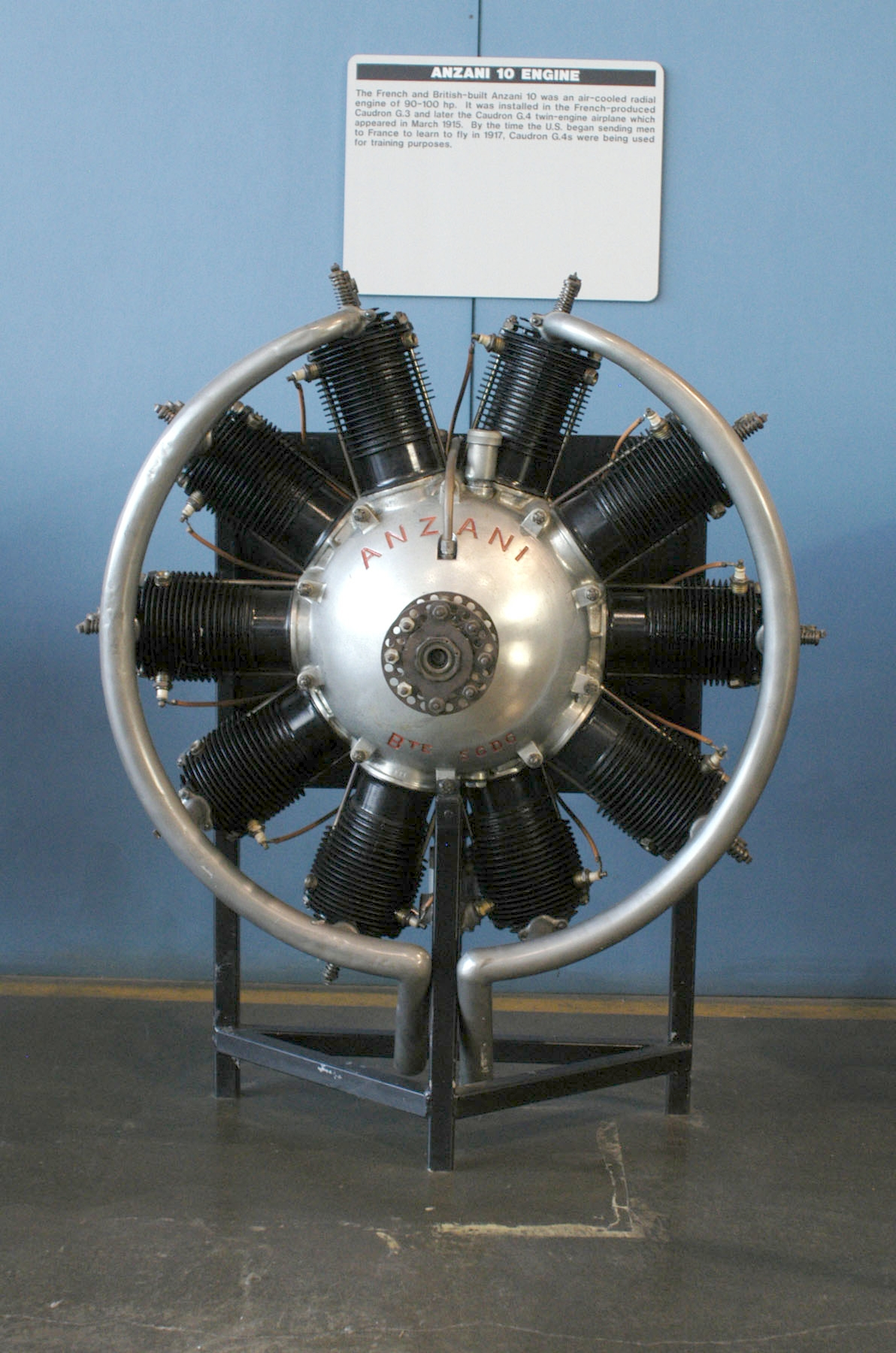
Anzani-10, ein Doppel-Sternmotor

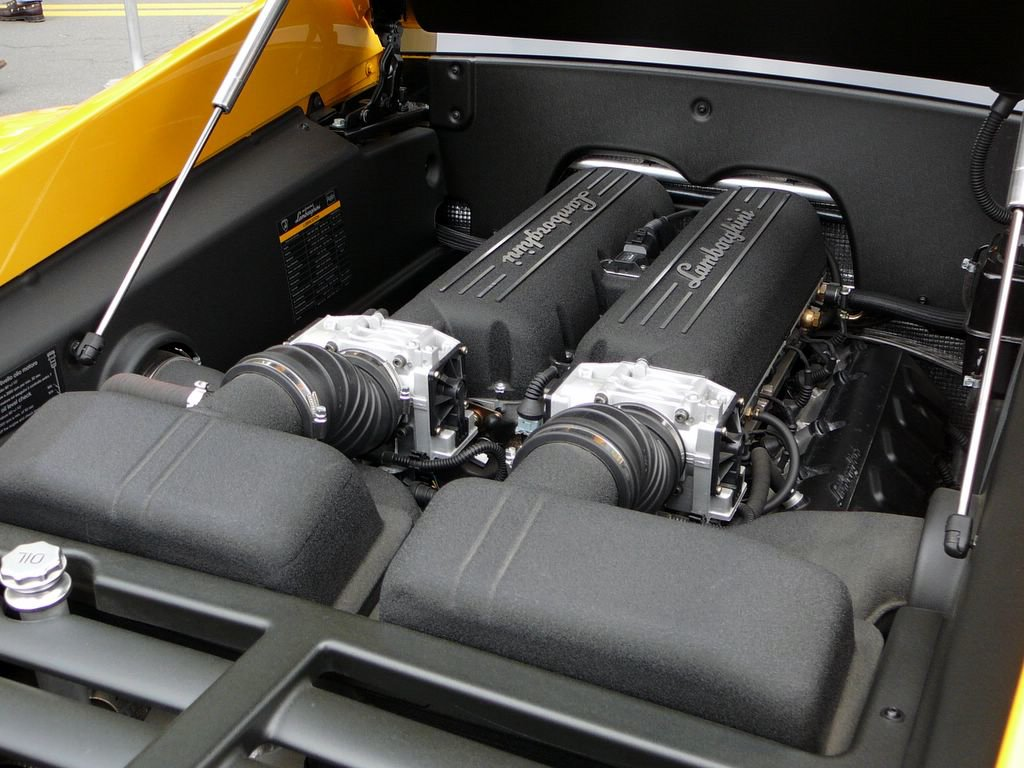
V10-Motor (Lamborghini, 2005)

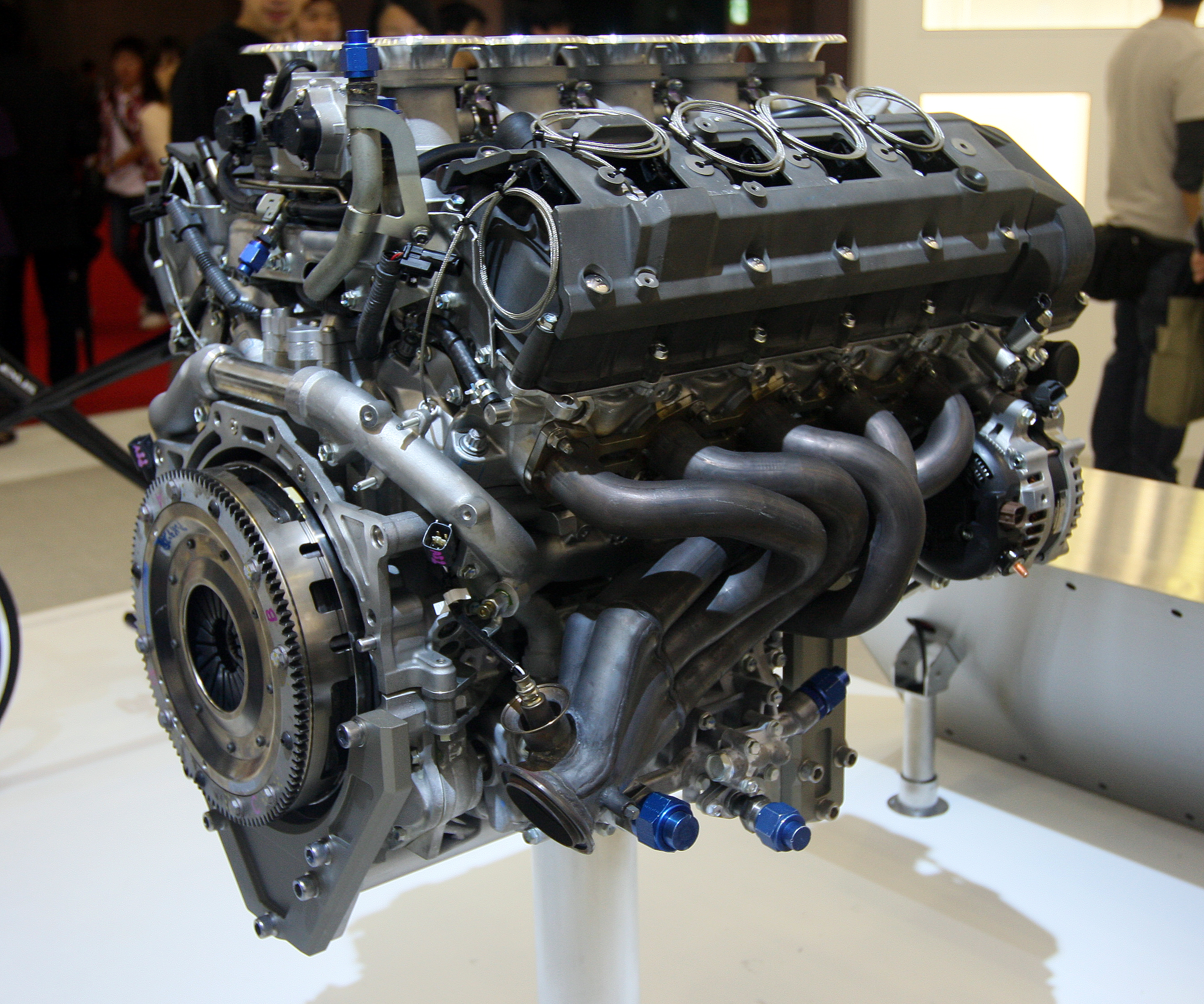
Toyota LR (2010)

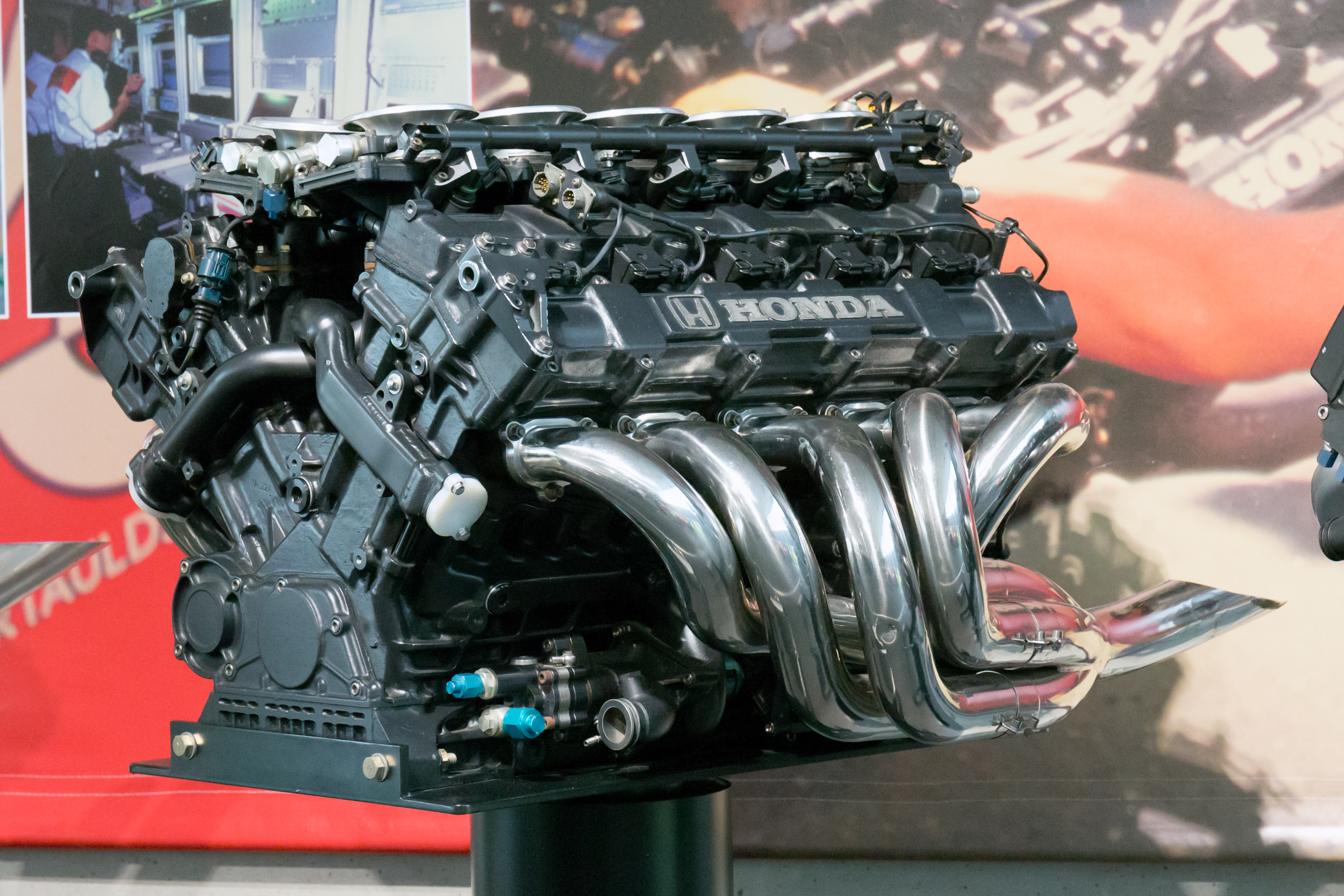
Honda RA109E (1989)

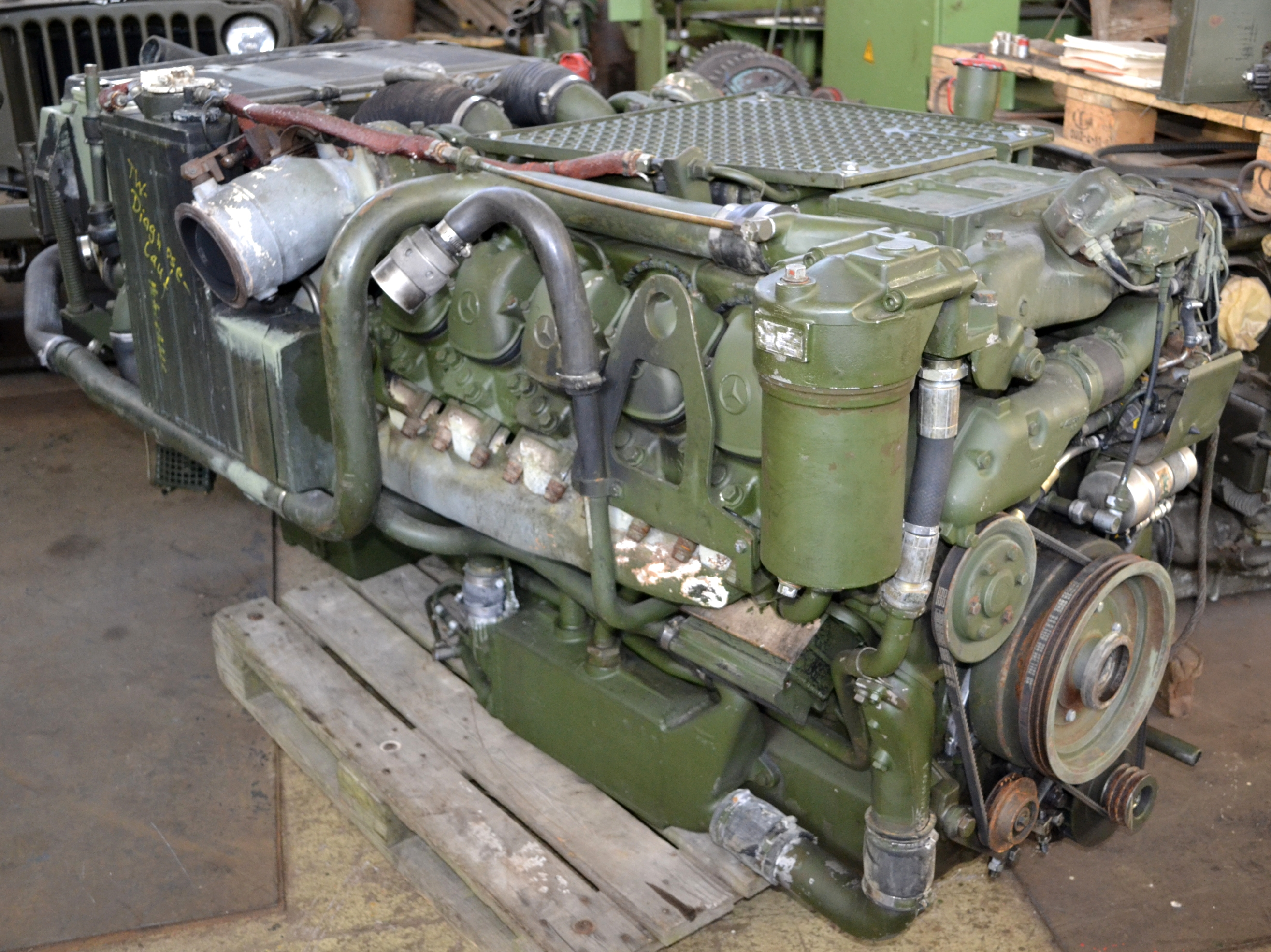
Mercedes-Benz OM 403A

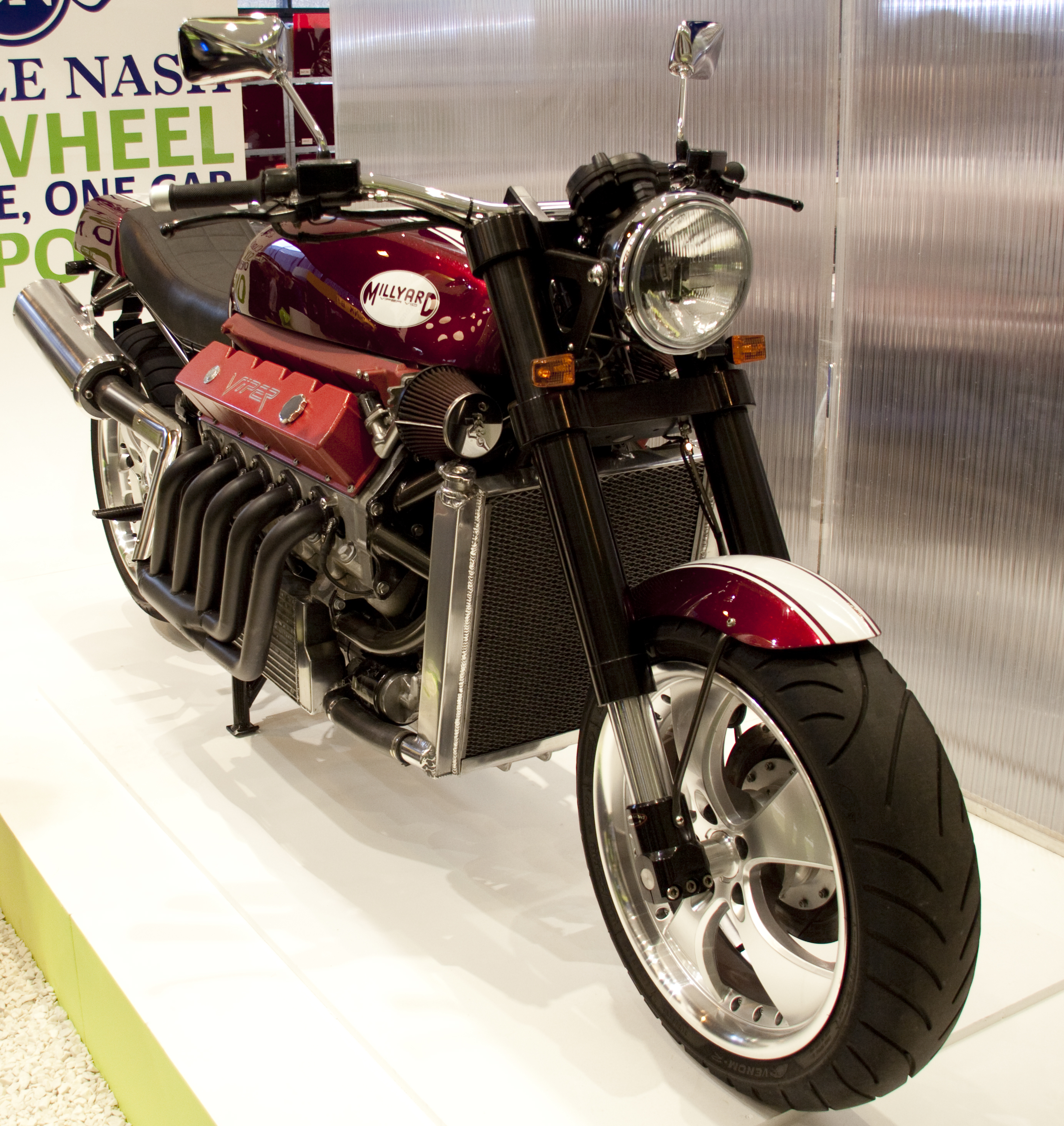
Millyard Viper V10

Der Zehnzylindermotor ist eine Bauart des Hubkolbenmotors und wird für Landfahrzeuge ausschließlich als V-Motor gebaut. Er kann sowohl ein Otto- als auch ein Dieselmotor sein. Zehnzylinder-Zweitakt-Dieselmotoren in Schiffen (bspw. Wärtsilä RT-flex96C) sind Reihenmotoren. Zehnzylindermotoren gibt es in Lkw, Panzern, Pkw der Oberklasse, Sportwagen  und Supersportwagen. Als erster Zehnzylindermotor gilt der Flugmotor von Anzani Moteurs d’Aviation (1913). Diese Motoren wurden als Doppelsternmotoren mit zwei mal fünf Zylindern ausgeführt.

## Geschichte und Entwicklung
Während Acht- und Zwölfzylindermotoren in der Anfangszeit des Automobils keine Seltenheit und in Oberklassemodellen der 1930er Jahre zu finden waren, ist die Einführung des Zehnzylindermotors einer Gesetzesänderung in Deutschland (Lkw) und einer Regeländerung (Formel 1) zu verdanken. Zum 1. Mai 1965 wurde die spezifische Leistung für Lkw mit 38 t Gesamtmasse auf mindestens 6 PS pro Tonne festgelegt. Eine stufenweise Anhebung auf 8 PS je Tonne war ab dem 1. Januar 1972 geplant; damit musste die Motorleistung mindestens 304 PS für den schwersten Lastzug betragen. Die damalige Zylinderleistung von Lkw-Motoren wurde mit 24 kW (32 PS) angegeben; mit dem herkömmlichen Achtzylindermotor konnte diese spezifische Leistung nicht erreicht werden. Daimler-Benz baute in seinem neuen Motorenwerk in Mannheim ab 1969 den neuen V10-Motor mit 15,95 Liter Hubraum (Bohrung/Hub: 125 × 130 mm), der mit 320 PS bei 2500/min die Forderungen erfüllte. Eingebaut wurde er in das erfolgreiche Modell Daimler-Benz 1632.
Aktuell gilt nach § 35 StVZO der Mindestwert von 5,0 kW/t (6,8 PS/t), weniger als 1972 geplant. Erst 1992 erfolgte der Einbau eines Zehnzylindermotors in den Seriensportwagen Dodge Viper.

### Formel 1 (1989–2005)
Durch eine Regeländerung in der Formel 1 wurden zur Formel-1-Weltmeisterschaft 1989 Abgasturbolader verboten und der Hubraum auf 3,5 Liter begrenzt. Für die Motorenhersteller war im Vergleich zum Acht- oder Zwölfzylindermotor der Zehnzylindermotor in der Summe seiner Eigenschaften der beste Kompromiss: Mehr Leistung als ein Achtzylinder und geringerer Verbrauch als ein Zwölfzylinder. Der McLaren MP4/5 gewann mit einem V10-Motor (72° Bankwinkel) von Honda bei seinem Debüt die Weltmeisterschaft. Der Konkurrent Renault baute den V10 (RS1) mit einem ungewöhnlichen 67°-Bankwinkel. Der V10-Motor war auch 1995 nach der Hubraumreduzierung auf 3 Liter weiterhin die erfolgreiche Motorenkonstruktion in der Formel 1. Ferrari setzte 1996 erstmals einen V10 mit einem Bankwinkel von 75° ein, ähnlich wie Peugeot und Mercedes. 2006 wurde durch die Reglementänderung auf 2,4 Liter und 8 Zylinder der Zehnzylindermotor aus der Formel 1 verbannt.

## Liste der bekannten Hersteller

### Lkw
- Isuzu Giga (1994–2003)
- Deutz AG bzw. Magirus-Deutz
  - F10L714 (luftgekühlt, 235 PS, ab 1963)
  - F10L814 (luftgekühlt, 250 PS, ab 1967)
  - F10L413 (luftgekühlt, 270 bis 305 PS, ab 1970)
  - F10L413F (luftgekühlt, 320 PS, ab 1977)
- MAN
  - D2530 (seit 1972) (Lkw, Notstromaggregat)
  - D2840 (seit 1997) (Lkw, Notstromaggregat, DB-Baureihe 706, Technologieträgerfahrzeug)
- Mercedes-Benz OM 403 (1970–1987)
  - Mercedes-Benz 1632
- Mitsubishi Fuso Super Great (Mercedes V10)

### Panzer
- MTU Friedrichshafen
  - Leopard 1 MB 838 CaM (1964–1984)
  - Luchs Spähpanzer (1975–1977)
  - 10V 890 (Radfahrzeuge)

### Pick-up
- Dodge Ram (1994–2006)
- Ford F-250, F-350 u. a. (1997–)

### Pkw
- Alfa Romeo TZ3 Stradale (2011)
- Ares Panther (seit 2018)
- Audi
  - R8 (2009–2024)
  - S6 (2006–2010)
  - RS6 (2008–2010)
  - S8 (2006–2010)
- Bertone GB110 (seit 2024)
- BMW S85
  - BMW M5 (2005–2010)
  - BMW M6 (2005–2010)
- Bristol Fighter (2004–2009)
- Dodge Viper (1992–2017)
- Ford
  - Ford Shelby Cobra (2004, Konzeptfahrzeug)
  - Ford Excursion (2000–2006)
- FV Frangivento Sorpasso (seit 2021)
- GTA Spano (2013–2015)
- Italdesign Zerouno (2017–2018)
- Lamborghini
  - Lamborghini Gallardo (2003–2013)
  - Lamborghini Sesto Elemento (2012)
  - Lamborghini Huracán (2014–2024)
- Pambuffetti PJ-01 (ab 2022)
- Peugeot 905 (1990–1993)
- Porsche Carrera GT (2003–2006)
- Red Bull Racing RB17 (ab 2025)
- Shelby GR-1 (2005, Konzeptfahrzeug)
- Toyota
  - Toyota LR (Lexus LFA; 2010–2012)
  - Toyota TS010 (1991–1993)
- VLF Force 1 (2016–2018)
- VW
  - VW Concept D (1999) Dieselmotor
  - VW Phaeton (2002–2006) Dieselmotor
  - VW Touareg I (2002–2009) Dieselmotor

### Motorrad
- Millyard Viper V10 (2010) Motorrad